# Wonderwoud (Oost-Vlaanderen)

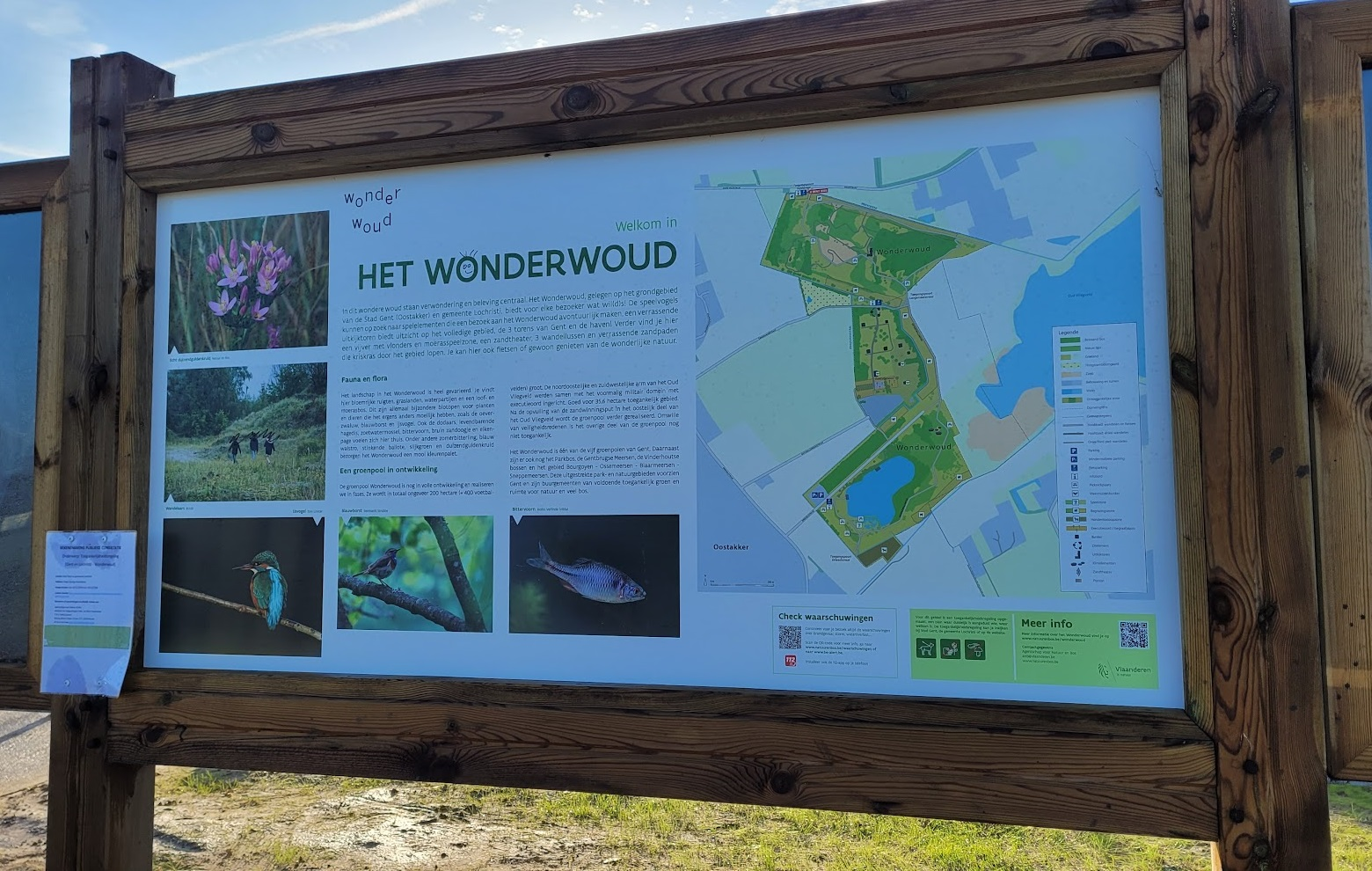
Wonderwoud

Het Wonderwoud is een groen- en recreatiedomein van 200 hectare in de Oost-Vlaamse gemeentes Lochristi en Gent (Oostakker), die vanaf 2023 aangelegd wordt op de site van het Oud Vliegveld, na het beëindigen van de zandwinning. Het wordt een van de vier nieuwe grote groenpolen rond Gent, naast de Gentbrugse Meersen, de Vinderhoutse Bossen en het Parkbos.

## Geschiedenis

#### Vliegveld in ruwbouw
De groenpool komt op de site waar in de jaren 1950 de ondergrond voor een nieuw vliegveld werd aangelegd, door het ophogen met 2 meter in 1954, en daarna in 1960 verder op te hopen tot 4 meter met zand afkomstig van het uitgraven van het Sifferdok en het Rodenhuizedok. Op de kaart is nog de locatie te zien van twee kruisende landingsbanen. Het voorgestelde vliegveld was bedoeld als economische stimulans voor de ontwikkeling van de haven en de vestiging van Volvo, maar werd nooit afgewerkt.
Dit voorgestelde vliegveld was niet gerelateerd met een eerder vliegveld elders in Oostakker van de Duitse luchtmacht uit de Eerste Wereldoorlog (vanaf 1917).

#### Zandontginning
Sinds de jaren 1970 werd er in fases zand ontgonnen en gedeeltelijk weer opgevuld, met de huidige zandheuvels als resultaat. Tot november 2024 was het gebied verboden terrein wegens de onveilige toestand van de oevers en het koude water.

#### Natuurgebied
In een eerste fase werd de visvijver heringericht. In 2021 was het inrichtingsplan voor fase 1 klaar, dat beide westelijke armen omvat. Later zal een groot deel van de enorme zandwinningsput (1,5 km lang, 250 meter breed en 18 meter diep) opgevuld worden met grond uit de Antwerpse haven, die per schip in de Gentse haven zal aangevoerd worden. Er komt ook een 18 meter hoge uitkijktoren en een amfitheater. Het Agentschap voor Natuur en Bos voorziet hiervoor 2,5 miljoen euro.
Op 29 november 2024 werd het eerste deel van het natuurgebied opengesteld.